# Svjetska federacija liječnika koji poštuju ljudski život
Svjetska federacija liječnika koji poštuju ljudski život (eng. World Federation of Doctors Who Respect Human Life) međunarodna je pro-life organizacija liječnika, medicinskih sestara i medicinskih intelektualaca koji promiču pravo na život i na izbor života umjesto pobačaja. Organizacija se protivi svim oblicima umjetne oplodnje istražujući i pišući o štetnosti takve oplodnje i za majku i za dijete. Posebno se protive in vitro oplodnji, za koju se znanstveno dokazali štetnost po djetetu koje će nastati iz te oplodnje.
Organizacija je osnovana na međunarodnom znanstvenom okupljanju liječnika u Nizozemskoj u lipnju 1974., kada je više od 70.000 liječnika, doktora medicine i medicinskih stručnjaka i znanstvenika potpisalo Ženevsku deklaraciju o poštovanju života napisanu 1948. godine.

## Poveznice
- Pro-life pokret
- U ime obitelji
- Katolički pogled na pobačaj
- Kultura života
- Pravo na život